# 하비에르 파티뇨
하비에르 라치카 파티뇨(스페인어: Javier Lachica Patiño, 1988년 2월 14일 ~ )는 스페인 출생 필리핀의 전 축구 선수로 현역 시절 공격수로 뛰었으며 필리핀 어머니와 스페인 아버지 사이에서 태어난 혼혈인이다.

## 클럽 경력

### 스페인 리그
2007-08 시즌을 앞두고 프레페렌테 리그의 알코벤다스 CF에 입단하며 프로에 전격 입문하자마자 리그 31경기 13골을 터뜨리는 활약을 펼쳤고 이후 2008-09 시즌부터 2010-11 시즌까지 고향팀인 UD 산세바스티안데로스레예스 소속으로 리그 70경기 26골을 터뜨리며 2010-11 시즌 테르세라 디비시온 7조 4위의 성적 및 차기 시즌 세군다 디비시온 B 승격을 이끌었다.
그 후 2011-12 시즌부터 2012-13 시즌 세군다 디비시온 17라운드까지 코르도바 CF 소속으로 공식전 60경기 12골을 터뜨렸고 특히 2011-12 시즌 세군다 디비시온에서 35경기 8골을 기록하며 전 시즌 16위에 머물렀던 팀 순위를 무려 10계단 끌어올리는데 크게 기여했다.
그리고 2012-13 시즌 세군다 디비시온 18라운드를 앞두고 헤레스 CD로 임대 이적하여 리그 4경기를 소화했으며 팀은 22팀 중 최하위에 머무르며 세군다 디비시온 B로 강등되는 수모를 겪었다.

### 부리람 유나이티드1기
2012-13 시즌을 끝으로 스페인 리그를 떠나 태국 리그 1의 명문 부리람 유나이티드로 이적하며 처음으로 동남아시아 무대에 발을 내딛었고 2014 시즌까지 공식전 68경기 41골의 폭발적인 득점력을 과시하며 리그 2연패(2013, 2014), 2013 시즌 태국 FA컵과 태국 리그컵 우승, 2013년 AFC 챔피언스리그 8강, 2014 시즌 코르 로열컵 우승, 2014 시즌 태국 리그컵 준우승 등에 공헌했으며 2013 시즌 리그에서는 14골로 득점 3위, 2014 시즌 리그에서는 21골로 득점 랭킹 2위에 오르며 부리람의 에이스로 맹위를 떨쳤다.

### 허난 FC
2014 시즌을 끝으로 부리람을 잠시 떠나 중국 슈퍼리그의 허난 FC로 이적하여 3시즌동안 공식전 64경기 23골을 터뜨렸고 특히 중국 슈퍼리그 2015에서는 27경기 11골을 터뜨리며 5위라는 허난 구단 역사상 중국 슈퍼리그 역대 최고 성적에 크게 공헌했다.

### 부리람 유나이티드 2기
2017 시즌을 마친 후 4년만에 부리람으로 복귀하여 2018 시즌 리그 우승, 2019 시즌 태국 챔피언스컵 우승을 맛보았고 2019 시즌에도 9경기를 소화하다가 랏차부리 FC로 임대 이적했다.

### 랏차부리 FC &포트 FC
2019 시즌 도중 랏차부리 FC로 임대 이적하여 태국 FA컵 준우승이라는 랏차부리 구단 역사상 컵대회 최고 성적을 이끌었고 이후 2021년 포트 FC에서도 잠시 활동하다가 13년간의 현역 생활을 마감했다.

## 국가대표팀

### 필리핀 A대표팀
필리핀 축구 협회는 같은 스페인 출신인 후안 루이스 기라도를 통해 파티뇨의 존재를 알게 되었고 2012년말에는 필리핀 시민권을 신청했다는 보도가 전해졌으며 2014년 AFC 챌린지컵 예선을 앞두고 필리핀 시민권 취득을 완료한 뒤 필리핀 A대표팀에 전격 합류했다.
그리고 2013년 3월 24일 자신의 국제 A매치 데뷔전인 캄보디아와의 2014년 AFC 챌린지컵 예선 E조 2차전에서 멀티골을 터뜨리며 2회 연속 챌린지컵 본선 진출에 기여했음에도 불구하고 이 대회 본선 엔트리에서 배제되며 출전하지 못했다.
이후 2015년 6월 11일 홈에서 열린 바레인과의 2018년 FIFA 월드컵 아시아 지역 2차 예선 H조 1차전에서 후반 15분 결승골을 터뜨리면서 팀의 2-1 승리에 기여했고 팀은 이 승리를 기반으로 3승 3무 4패·조 3위의 호성적을 거두며 2019년 AFC 아시안컵 3차 예선 직행 티켓을 거머쥐었다.
그리고 2019년 AFC 아시안컵 3차 예선 F조 6경기에서 3골을 터뜨리며 필리핀 축구 역사상 첫 아시안컵 본선 진출이자 2014년 AFC 챌린지컵 이후 5년만의 AFC 주관 대회 본선 진출의 쾌거를 이끌었고 이후 2019년 AFC 아시안컵을 통해 생애 첫 아시안컵 무대이자 메이저 대회 본선 무대를 밟았지만 팀은 이 대회에서 3전 전패의 처참한 성적에 머무르며 아시아 축구의 높은 벽을 실감해야 했다.
그리고 필리핀 대표팀의 일원임에도 불구하고 아세안 챔피언십에는 단 한번도 출전하지 못했으며 2019년 A매치 통산 20경기 7골의 기록을 남기고 국가대표팀 유니폼을 반납했다.

## 수상

### 클럽
부리람 유나이티드
- 태국 리그 1 : 우승 (2013, 2014, 2018)
- 태국 FA컵 : 우승 (2013)
- 태국 리그컵 : 우승 (2013), 준우승 (2014)
- 코르 로열컵 : 우승 (2014)
- 태국 챔피언스컵 : 우승 (2019)

 랏차부리 FC
- 태국 FA컵 : 준우승 (2019)

### 개인 수상
- 태국 리그 1 드림 아세안 11